# Іновроцлав (гміна)
Гміна Іновроцлав (пол. Gmina Inowrocław) — сільська гміна у північній Польщі. Належить до Іновроцлавського повіту Куявсько-Поморського воєводства.
Станом на 31 грудня 2011 у гміні проживало 11346 осіб.

## Площа
Згідно з даними за 2007 рік площа гміни становила 171.05 км², у тому числі:
- орні землі: 85.00%
- ліси: 2.83%

Таким чином, площа гміни становить 13.96% площі повіту.

## Населення
Станом на 31 грудня 2011:
| Опис     | Загалом | Загалом | Чоловіки | Чоловіки | Жінки | Жінки |
| -------- | ------- | ------- | -------- | -------- | ----- | ----- |
| одиниця  | осіб    | %       | осіб     | %        | осіб  | %     |
| все      | 11346   | 100     | 5664     | 49.92    | 5682  | 50.08 |
| міське   | 0       | 100     | 0        |          | 0     |       |
| сільське | 11346   | 100     | 5664     | 49.92    | 5682  | 50.08 |

## Сусідні гміни
Гміна Іновроцлав межує з такими гмінами: Домброва-Біскупія, Ґневково, Іновроцлав, Яніково, Крушвиця, Пакошць, Роєво, Стшельно, Злотники-Куявські.